# کوهین (قزوین)
کوهین شهری است در بخش کوهین شهرستان قزوین استان قزوین ایران. روستای کوهین در سال ۱۳۸۱ به سطح شهر ارتقاء یافت.

## مردم‌شناسی
در سال ۱۳۹۰ جمعیت کوهین بالغ بر ۱٬۶۲۲ نفر و ۴۱۴
خانوار بوده است که طبق آمارگیری سرشماری سال ۱۳۹۵ جمعیت این شهر به ۱٬۴۱۱ نفر و ۴۱۸ خانوار کاهش یافته است. بوده و مذهب آنها شیعه است. عدس و ادویه کوهین از شهرت برخوردار است.